# Lapeyrère
Lapeyrère är en kommun i departementet Haute-Garonne i regionen Occitanien i södra Frankrike. Kommunen ligger i kantonen Montesquieu-Volvestre som tillhör arrondissementet Muret. År 2022 hade Lapeyrère 59 invånare.

## Befolkningsutveckling
Antalet invånare i kommunen Lapeyrère
Referens:INSEE